# Círculo cartesiano
Círculo cartesiano hace referencia al argumento falaz en el que, a juicio de sus críticos, habría incurrido en sus Meditaciones metafísicas el filósofo René Descartes al intentar demostrar la veracidad y validez de las «ideas claras y distintas».
La falacia fue denunciada desde un primer momento por el jansenista Antoine Arnauld (quien no obstante, acabó por considerarse cartesiano), por el autor (o autores) de las Segundas Objeciones a las Meditaciones metafísicas y por el adversario del cartesianismo, Pierre Gassendi.

## Formulación de las objeciones
La objeción más famosa se encuentra en las Instancias de Gassendi:

Usted admite que una idea clara y distinta es verdadera porque Dios, que es el autor de esta idea y que no puede ser engañado, existe; y por otra parte, usted admite que Dios existe, que es creador y veraz, porque tiene de él una idea clara. El círculo es evidente.

A juicio de Gassendi, Descartes dice que la idea de Dios es la que justifica la veracidad de todas las ideas claras y distintas. Pero, por otro lado, afirma que la idea de Dios también es una idea clara, por lo que se ha de justificar a sí misma para después justificar la veracidad de las demás ideas incurriendo así en una petición de principio, en un círculo in probando o círculo vicioso que da nombre a esta falacia.
La crítica de Arnauld al círculo cartesiano puede encontrarse en las Cuartas Objeciones de las Meditaciones metafísicas de Descartes así como la respuesta que Descartes da a tal objeción. En breves palabras, Arnauld dice que es Dios quien, para Descartes, garantiza la verdad de las ideas claras y distintas y a la vez es la clara y distinta percepción de la idea de Dios la que nos asegura su existencia, sobre la base de la cual garantizamos la veracidad de todas las ideas claras y distintas, incluida la idea de Dios.
En el fondo, el llamado Círculo cartesiano es una variante (fundamentada en la idea de infinitud) de la más famosa Prueba ontológica, sobre la existencia de Dios, propuesta por Anselmo de Canterbury y considerada también falaz por un gran número de filósofos.

### Comentarios y estudios críticos
- Gilson, Etienne (1925). Descartes. Discours de la méthode. Texte et commentaire. Paris: Librairie Philosophique J. Vrin.
- Doney, Willis (1955). «The Cartesian Cilcle». Journal of the Hitory of Ideas 16 (3): 324-338.